# Высокий (Курганинский район)
Высокий — посёлок в Курганинском районе Краснодарского края.
Входит в состав Новоалексеевского сельского поселения.

## География
Посёлок расположен в 4 км юго-западнее административного центра поселения — станицы Новоалексеевской.

### Улицы
| - ул. Северная, - ул. Армавирская, - ул. Школьная, - ул. Центральная, - ул. Кузнечная, - ул. Степная, - ул. Мира, | - ул. Ленина, - ул. Садовая, - ул. Молодёжная, - ул. Южная, - ул. Юбилейная, - ул. Строительная, - ул. Кирпичная, |

## Население
| 2002 | 2010  |
| ---- | ----- |
| 1822 | ↘1760 |